# Pycnoschema lacordairei
Pycnoschema lacordairei är en skalbaggsart som beskrevs av Thomson 1859. Pycnoschema lacordairei ingår i släktet Pycnoschema och familjen Dynastidae. Inga underarter finns listade i Catalogue of Life.